# Альфред Шютц
Альфред Лонгін Шюц (нім. Alfred Longin Schütz, псевдоніми: Fred Schütz, As, Ernest Roger, Alf Suito; 2 липня 1910, Тернопіль — 21 жовтня 1999, Мюнхен) — польський композитор і піаніст, автор мелодії до пісні «Червоні маки на Монте-Кассіно».

## Життєпис
Походив із багатої родини польських євреїв. З дитинства цікавився музикою, тому й покинув юридичні студії у Львівському університеті, щоб навчатися у Львівській консерваторії.
У 1932—1936 роках був музичним керівником радіопрограми «Весела львівська хвиля». Від 1936 року мешкав у Варшаві, де співпрацював з місцевими театрами та кабаре (між іншим був шефом музичного Театру Буффо). Був піаністом, компонував пісні, які співали Ганка Ордонувна, Вера Ґран, Еугеніуш Бодо, Мечислав Фоґґ.

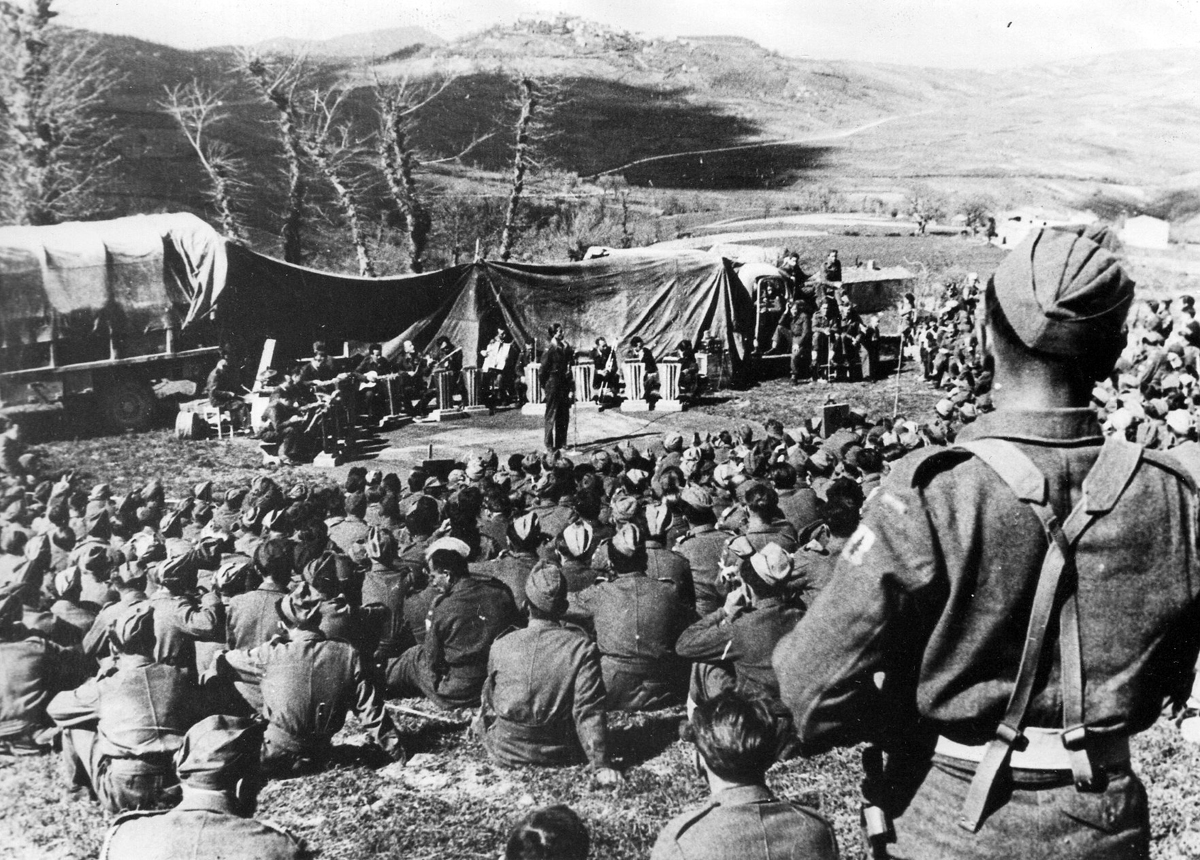
Польські вояки 3-ї дивізії карпатських стрільців слухають пісню «Червоні маки на Монте-Кассіно» (травень 1944 року)

У вересні 1939 року втік з Варшави до Львова, який згодом захопили радянські війська. Зібрав інших артистів-утікачів і, щоб здобути якісь середники на утримання, заснував Театр Мініатюр, з яким вирушив у турне по СРСР. У столиці Киргизстану Фрунзе захворів на плямистий тиф. У грудні 1941 року приєднався до перших відділів польського війська, які організувалися в Бузулуку. Отримав призначення до відділення пропаганди при штабі армії генерала Андерса. Разом із Генриком Варсом керував 40-особовим оркестром, який супроводжував польську армію на бойовому шляху від Тегерану до Монте Кассіно.
Пісня «Червоні маки на Монте-Кассіно» виникла вночі з 17 на 18 травня 1944 року, кілька годин перед здобуттям монастиря. У Кампобассо, де артисти виступали для 23 транспортної компанії, натхнений боями, які відбувалися неподалік, Фелікс Конарський (відомий під псевдонімом Ref-Ren) написав текст і розбудив Шютца. Композитор скомпонував до тексту мелодію. Коли 18 травня вояки ІІ корпусу здобули монастир, у квартирі генерала Андерса в Кампобассо під час урочистої академії з нагоди перемоги, 40-особовий оркестр Альфреда Шютца вперше виконав «Червоні маки на Монте-Кассіно». Першим виконавцем був інший солдат армії Андерса, музикант і актор Гвідон Боруцький.
Після війни Шютц виїхав до Бразилії, де працював у ревю Сан-Паулу і Ріо-де-Жанейро. Одружився з Веронікою, угоркою єврейського походження. У 1961 році оселився в Мюнхені, співпрацював із польською радіостанцією Радіо «Свобода».
Помер 21 жовтня 1999 року в Мюнхені, похований на Східному цвинтарі в Мюнхені.